# Vavuniya
Vavuniya (en tamoul : வவுனியா), est une ville du Sri Lanka. Elle est le chef-lieu du district de Vavuniya dans la Province du Nord. À Vavuniya, les langues principales sont le tamoul et le cingalais.

## Histoire
Vavuniya est situé au milieu de la région de Vanni, là où les chefferies des Vannimai existait pendant le moyen âge.